# اقتصاد العمل المؤقت

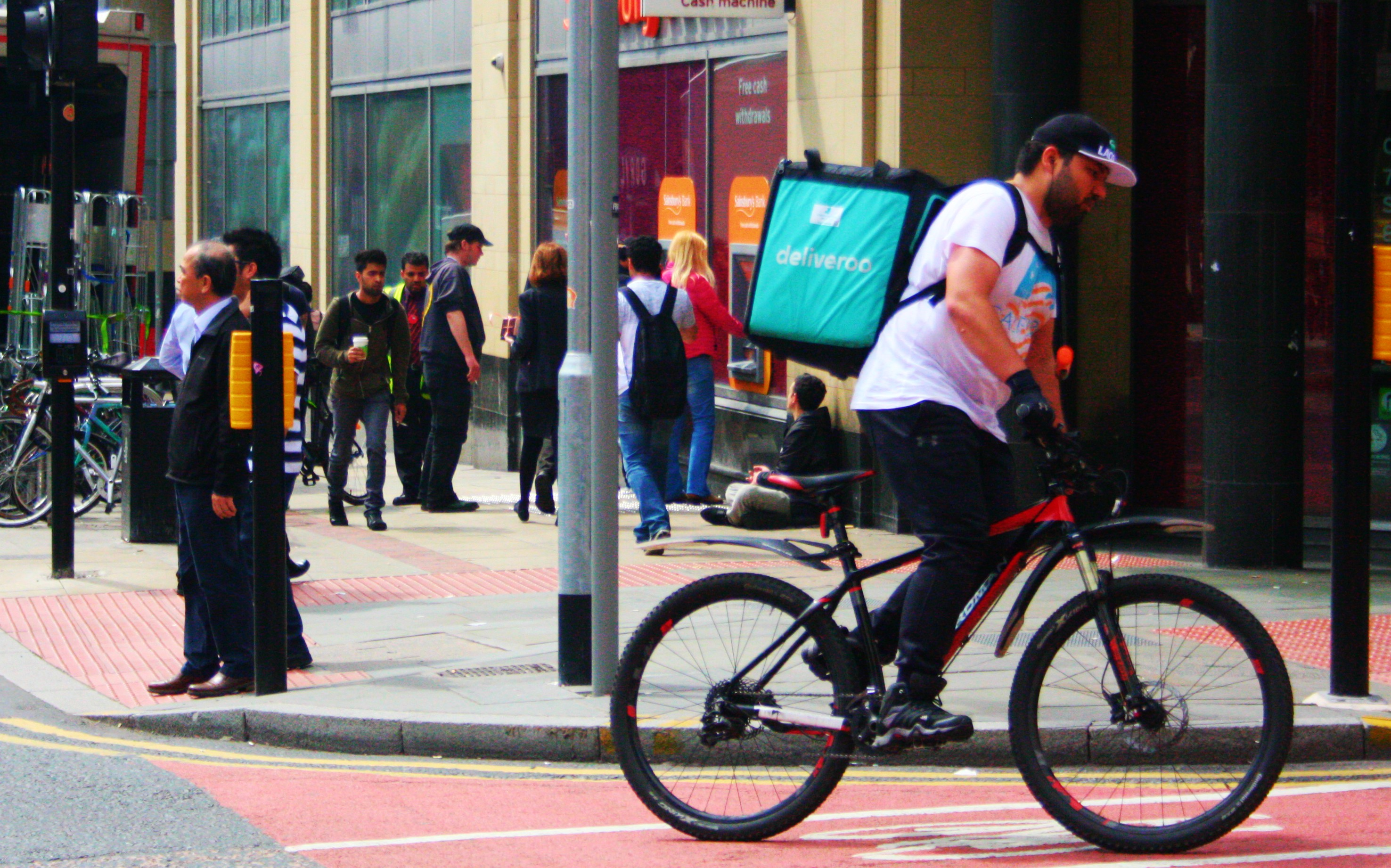
عامل مؤقت ينقل طعام Deliveroo.

اقتصاد العمل المؤقت أو **اقتصاد العمل الحر** هو النظام الاقتصادي الذي يقوم فيه مجموعة من الأشخاص (يُعرفون باسم عمال العمل الحر) بالعمل كمستقلين و/أو في وظائف إضافية

## وصف
اقتصاد العمل الحر يتكون من الشركات والعاملين والمستهلكين. تُعرّف دائرة الإيرادات الداخلية الأمريكية اقتصاد العمل الحر بأنه "نشاط يكسب فيه الناس دخلاً من خلال تقديم العمل أو الخدمات أو السلع عند الطلب"، مشيرةً إلى أن هذا النشاط غالباً ما يتم تسهيله من خلال منصة رقمية مثل تطبيق الهاتف المحمول أو موقع إلكتروني، وقد تكون الأرباح في شكل "نقود أو ممتلكات أو سلع أو عملة افتراضية".
ووفقاً لمكتب أمين المظالم للعمل العادل، فإن المنصات الرقمية أو الأسواق تربط مقدمي الخدمات الفرديين مباشرة بالعملاء مقابل رسوم. وقدمت هيئة الإذاعة البريطانية (BBC) التعريف التالي للمصطلح: "سوق عمل يتميز بانتشار العقود قصيرة الأجل أو العمل المستقل، على عكس الوظائف الدائمة".
يأتي مصطلح "gig" من المصطلح العامي للظهور الفردي للفنانين مثل الموسيقيين والكوميديين. وبدلاً من تلقي راتب منتظم، يتم دفع أجور عمال العمل الحر مقابل المهام الفردية التي يؤدونها.
الشركات تستخدم خدمات العمال لفترات قصيرة المدى من أجل مهام عمل مؤقتة. وغالباً ما تقوم هذه الشركات بإحداث تغيير في السوق من خلال تقديم شكل بديل من المنتجات التجارية. وتتمكن هذه الشركات في كثير من الأحيان من تقديم نوع مختلف من الخدمة أو المنتج لأن نموذج العمل الحر لا يثقل كاهلها بتكاليف مثل الإجازات المرضية ومزايا التأمين الصحي، بالإضافة إلى مساحات المكاتب والمعدات والتدريب. وأحياناً يتيح لهم هذا توظيف خبرات لا يمكنهم تحمل تكلفتها في الظروف العادية.
يشمل العمال "المستقلين، والمتعاقدين المستقلين، والعاملين في المشاريع، والموظفين المؤقتين أو بدوام جزئي". وغالباً ما يتمتعون بمرونة أكبر من حيث التحكم في الجدول الزمني والتوازن بين العمل والحياة الشخصية.
أما المستهلكون فيستفيدون من مزايا الخيارات الأفضل والراحة.
في صناعة التصميم، يسعى العاملون المستقلون بشكل متزايد للحصول على حماية قانونية تتعلق بالملكية الفكرية وشروط العقود. غالباً ما يواجه المصممون المستقلون تحديات مع العملاء الذين يدّعون ملكية العمل الإبداعي دون تعويض أو اعتراف مناسب.
وقد وجد استطلاع أجري في عام 2022 من قبل اتحاد العاملين المستقلين بالشراكة مع نقابة المؤلفين ومنظمات أخرى أن 62% من العاملين المستقلين في نيويورك قد تعرضوا لسرقة الأجور مرة واحدة على الأقل خلال مسيرتهم المهنية، حيث أفاد 53% منهم عن خسائر تصل إلى 10,000 دولار بسبب عدم الدفع.
تستمر التطورات القانونية مثل قانون AB5 في كاليفورنيا في التأثير على اقتصاد العمل الحر، حيث تهدف إلى إعادة تصنيف بعض مصممي العمل الحر كموظفين، مما يضمن لهم حمايات قانونية مثل الحد الأدنى للأجور والمزايا.
تشمل الأنواع الشائعة من المنصات الرقمية في اقتصاد العمل الحر تلك التي تقدم خدمات مشاركة الركوب، وخدمات توصيل الطعام أو الطرود، وأسواق الحرف اليدوية والمنتجات المصنوعة يدوياً، وخدمات العمالة والإصلاح عند الطلب، وتأجير العقارات والمساحات.
أظهرت دراسة أجراها لورانس كاتز وآلان كروغر في عام 2016 زيادة في عدد عمال العمل الحر والمستقلين والمتعاقدين المستقلين بنسبة 50% بين عامي 2005 و2015. وقد شكلت هذه الوظائف 94% من جميع نمو التوظيف في الولايات المتحدة خلال تلك السنوات العشر.
اعتباراً من عام 2021، كسب 16% من جميع البالغين في الولايات المتحدة دخلاً من خلال اقتصاد العمل الحر، مع تراكم مستويات أعلى من الخبرة في اقتصاد العمل الحر لدى الفئات العمرية الأصغر، وفقاً لمركز بيو للأبحاث.
واعتباراً من عام 2017، ساهم 55 مليون أمريكي بخدماتهم في اقتصاد العمل الحر. وبحلول عام 2018، كان هناك 150 مليون شخص نشط في اقتصاد العمل الحر في أمريكا الشمالية وأوروبا الغربية، وفقاً لمجلة *هارفارد بيزنس ريفيو*.
يعتمد حجم اقتصاد العمل الحر على كيفية تعريفه والإحصاءات المستخدمة. يستخدم مكتب إحصاءات العمل مصطلح "العمل المُدار إلكترونياً" للإشارة إلى "الوظائف أو المهام القصيرة التي يجدها العمال من خلال المواقع الإلكترونية أو تطبيقات الهاتف المحمول التي تربطهم بالعملاء وترتب الدفع مقابل المهام."
وقد خلصت دراسة نُشرت في سبتمبر 2018 إلى أن مثل هذا العمل شكّل 1.0 بالمئة من إجمالي التوظيف في مايو 2017. وفي نفس الوقت تقريباً، ذكر مكتب المساءلة الحكومي أن اختلاف التعريف ومصادر البيانات يدعم ادعاءات تتراوح بين أقل من 5% إلى أكثر من ثلث القوى العاملة المنخرطة في التوظيف غير التقليدي.
ووفقاً لمجلة *فوربس*، يشكل اقتصاد العمل الحر قطاعاً بقيمة تريليون دولار في الاقتصاد الأمريكي.
يشهد اقتصاد العمل الحر نمواً مستمراً، بغض النظر عن التعريف المستخدم. فقد ذكرت قناة CNBC أن اقتصاد العمل الحر نما بنسبة 15% خلال العقد الثاني من القرن الحادي والعشرين (2010-2019). وتصف مجلة فوربس هذا النمو بأنه "بطيء ومستمر".
اعتباراً من نوفمبر 2022، تضمنت أكبر 10 شركات في اقتصاد العمل الحر من حيث القيمة السوقية:
- إنتويت (Intuit) المتخصصة في برامج إعداد الضرائب
- باي بال (PayPal) لخدمات الدفع الإلكتروني
- إير بي إن بي (Airbnb) لسوق خدمات الإقامة
- أوبر (Uber) لخدمات مشاركة الركوب
- شوبيفاي (Shopify) للتجارة الإلكترونية
ومن الشركات الرائدة الأخرى في هذا المجال:
- ليفت (Lyft)
- أونلي فانز (OnlyFans) لخدمات الاشتراك في المحتوى
- دور داش (DoorDash)
- إنستاكارت (Instacart)
- قائمة شركات الاقتصاد المؤقت
- الاقتصاد التشاركي
- اقتصاد المنصة
- بريكاريا